# Szekessya
Szekessya es un género de coleóptero de la familia Salpingidae.

## Especies
Las especies de este género son:
- Szekessya flavipennis
- Szekessya freyi
- Szekessya hypophloeoides
- Szekessya kaszabi
- Szekessya microps